# Cesare Alaggia
Cesare Alaggia (Napoli, 29 aprile 1841 – Torino, 30 agosto 1908) è stato un magistrato e politico italiano.